# بلو فايس برلين
بلو فايس برلين أو نادي برلين الأزرق-الأبيض 90 (رسميًا: Sportliche Vereinigung Blau-Weiß 1890 e. V.) نادي رياضي ألماني من برلين ماريندورف. اشتهر النادي من خلال قسم كرة القدم الذي شارك مرتين في الجولة النهائية من بطولة كرة القدم الألمانية وتم ترقيته إلى الدوري الألماني في عام 1986. بعد إلغاء الترخيص في عام 1992، اضطر النادي إلى إعلان إفلاسه وتم حله. بعد الحل، تم تأسيس نادي الرياضي الأزرق الأبيض برلين كنادي خليفة غير رسمي، والذي حمل مرة أخرى الاسم التقليدي نادي برلين الأزرق-الأبيض 90 منذ عام 2015.

## تاريخ النادي

### الأندية الأم
تأسس نادي برلين الأزرق-الأبيض 90 في 27 يوليو 1927 من خلال اندماج نادي كرة القدم البرليني "فورفرتس" 1890 مع نادي برلين للتربية البدنية وكرة القدم "يونيون" 1892. تأسس نادي كرة القدم البرليني "فورفرتس" 90 في 2 نوفمبر 1890 وأصبح بطل براندنبورغ لكرة القدم في عامي 1902 و1903 وبراندنبورغ في عام 1921. كان أعظم نجاح للنادي هو الوصول إلى نهائي بطولة كرة القدم الألمانية 1920/21، والتي خسرها الفريق بنتيجة 5-0 مقابل 1. خسر نادي نورمبرغ. مع والتر فريتش، جورج شومان، ألبرت ويبر و كارل فولتر، أنتج فورفرتس أربعة لاعبين وطنيين ألمان.
كان النادي الأم الثاني هو نادي برلين للتربية البدنية وكرة القدم "يونيون" 1892، والذي تأسس في 8 يونيو 1892. أصبح الاتحاد بطلاً لألمانيا في عام 1905 بفوزه النهائي 2-0 على كارلسروهر إف في. مثل شريك الاندماج فورفرتس 90، أنتج يونيون 92 أربعة لاعبين ألمان دوليين: بول أيشيلمان، أوتو هانتشيك، إرنست بوتش وهانس روش. في منتصف عشرينيات القرن العشرين، لم يعد الناديان الأم قادرين على البناء على نجاحاتهما الرياضية وأرادوا مواجهة الاتجاه النزولي من خلال الاندماج.

### بعد الاندماج (1927 إلى 1945)

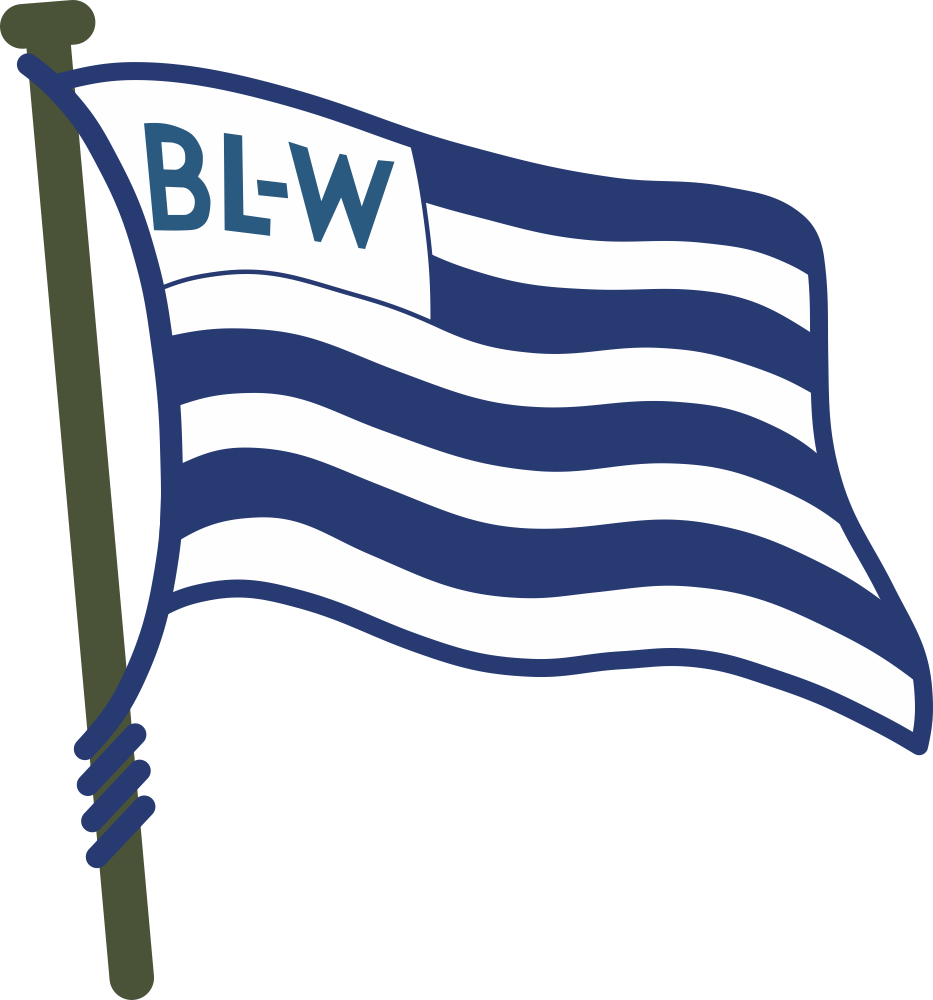
شعار نادي برلين الأزرق-الأبيض 90 في الثلاثينيات

لم يكن من الممكن تحقيق الآمال المعقودة على نادي الاندماج في البداية. هبط نادي بلو فايس 90 من دوري الدرجة الأولى في برلين في الموسم الأول بعد الاندماج ولم يعد حتى عام 1930. وبعد ثلاث سنوات، أصبح آل مارييندورفر من بين الأعضاء المؤسسين لرابطة عمال برلين-براندنبورغ. بعد احتلال المركز الرابع مرتين، تراجع فريق بلاو فايس إلى أسفل جدول الترتيب وهبط في عام 1937. وبعد مرور عام، صعد الفريق مرة أخرى بسبب فارق الأهداف الأفضل مقارنةً بفريق بي إس جي لورينز برلين. وفي الوقت نفسه، بدأت المرحلة الأكثر نجاحاً في تاريخ النادي قبل الحرب العالمية الثانية. بعد الفوز 1-0 في الجولة الأخيرة ضد نادي إليكترا الرياضي برلين، ضمن الفريق الأبيض والأزرق على الفور بطولة المنطقة بسبب فارق الأهداف الأفضل مقارنة بفريق هرتا برلين.
بدأ فريق مارييندورفيرس الجولة النهائية من بطولة الدوري الألماني بالفوز 3:3 على فريق هامبورج إس في و2:1 على فريق إس في هيندينبورج ألينشتاين. ومع ذلك، من المباريات الأربع التالية، تمت إضافة نقطة واحدة فقط، وهي التعادل 1-1 مع نادي أوسنابروك، وانتهى بلو فايس 90 في المركز الأخير في المجموعة. وبعد مرور عام، فشل الفريق في الدفاع عن لقبه عندما خسر أمام يونيون أوبرشونِهفايده في نهائيات بطولة المنطقة. ابتداءً من عام 1940 فصاعدًا، عزز اللاعب الدولي الألماني القياسي آنذاك إرنست لينر فريق مارييندورف، الذي أصبح بطل جاو مرة أخرى في عام 1942.
هذا يعني أن بلاو فايس عاد للمشاركة في الدوري الألماني. وصل فريق ماريندورف إلى نصف النهائي بعد تغلبه على فرق نادي القوات الجوية الرياضي بوتنيتس و النادي الرياضي ديساو 05 ونادي كرة القدم وكرة اليد كونيغسبرغ. هناك خسر الفريق أمام نادي فيينا فيينا بنتيجة 2:3. وبعد أسبوعين، تغلب فريق بلاو فايس على فريق كيكرز أوفنباخ بنتيجة 4-0 في مباراة تحديد المركز الثالث. وعاد لينر إلى أوجسبورج في نهاية الموسم، وتراجع بلاو فايس إلى مستوى متوسط.

### فترة ما بعد الحرب (1945 إلى 1974)
بعد نهاية الحرب، تم حل جميع أندية كرة القدم في برلين واستبدالها بـ 36 مجموعة رياضية بلدية. تنافس لاعبو بلو فايس 90 الآن تحت اسم النادي الرياضي مارييندورف، حيث وصل الفريق إلى الجولة النهائية من بطولة برلين واحتل المركز الأخير هناك. وتبع ذلك ثلاث سنوات في دوري مدينة برلين، الذي هبط منه فريق ماريندورفيرز في عام 1949. وفي الوقت نفسه، سُمح لـSG بتحمل اسم نادي برلين الأزرق-الأبيض 90 مرة أخرى. لم يتأهل الفريق مباشرةً إلى الدوري الممتاز بسبب نجاحه الرياضي، ولكن بسبب انسحاب فرق برلين الشرقية، صعد بلاو فايس إلى دوري الأضواء، حيث تذبذب مستواه بين المتوسط والهبوط. في أعوام 1956 و1957 و1959، احتل المركز الخامس في كل مرة قبل أن يهبط في عام 1960.
وبعد ثلاث سنوات، حصل فريق مارييندورفيرس على بطولة دوري الهواة في برلين وتأهل إلى بطولة الهواة الألمانية في عام 1963. وفي التصفيات التقى الفريق مع فريق لونر إس في وتعادل معه 3-3 بعد الوقت الإضافي. فاز فريق لونر في مباراة الإعادة بنتيجة 2-0. منذ عام 1963، لعب نادي بلو فايس 90 في دوري الدرجة الثانية الدوري الألماني الدرجة الرابعة، حيث لم يتجاوز أبناء مارييندورف في البداية المستوى المتوسط. تغير هذا عندما باع النادي ملعبه الرياضي الخاص مقابل 900 ألف مارك في عام 1969 ووقع مع العديد من لاعبي الدوري الألماني السابقين.
في نهاية موسم 1970/71، احتل الفريق المركز الثالث، بفارق نقطة واحدة خلف واكر 04 برلين، وفشل في الوصول إلى جولة الصعود. وبعد مرور عام، احتل فريق بلو فايس 90 المركز الثالث، بفارق نقطة واحدة خلف صاحب المركز الثاني فريق تسمانيا برلين. وكان فولفجانج جون هداف الموسم الحالي برصيد 39 هدفا. ولم يصبح ماريندورف بطلاً للدوري الإقليمي ويتقدم إلى جولة الصعود إلى الدوري الألماني إلا في عام 1972/1973. ولكن هنا لم يكن للأزرق والأبيض أي فرصة. وفي المباراة الافتتاحية خسر الفريق بنتيجة 7-0 أمام فورتونا كولونيا. وجاء فوزهم الوحيد في المباراة الأخيرة التي لم تكن ذات معنى بفوزهم 3-2 على 1. ماينتس 05. وبعد مرور عام واحد، احتل الفريق المركز الثالث في الموسم الأخير من دوري المنطقة في برلين. بعد ترقية نادي تنس بوروسيا برلين إلى الدوري الألماني، أتيحت الفرصة للانضمام إلى الفريق الثاني الذي تأسس حديثًا. الدوري الألماني. رفض الماريندورفر وذهب المكان الشاغر إلى 1. نادي مولهايم لكرة القدم.

### عصر كروباتشيك (1974 إلى 1986)
منذ عام 1974 فصاعدًا، واصل فريق مارييندورفيرس اللعب في دوري الدرجة الثالثة للهواة في برلين، وهبط إلى الدرجة الرابعة لأول مرة في عام 1978. وباعتبارهم وصيفًا في الدوري الإقليمي، فقد تمت ترقيتهم مباشرة. بعد عامين من معارك الهبوط، هبط الفريق إلى الدوري المحلي مرة أخرى في عام 1981. هذه المرة استغرق الأمر عامين حتى عاد الفريق الأبيض والأزرق. في ربيع عام 1983، انضم بائع الإعلانات كونراد كروباتشيك إلى شركة بلو فايس 90. كان كروباتشيك يريد التعاقد مع لاعبين من الطراز الأول للنادي على حسابه الخاص ثم بيعهم لاحقًا مقابل الكثير من المال. وبموجب العقد، ذهبت العائدات إلى كروباتشيك. وافق النادي دون التطرق إلى ماضي كروباتشيك. في عام 1976، حُكم على كروباتشيك بالسجن أربع سنوات بتهمة الاحتيال الائتماني، وكان مطلوبًا ضمن برنامج "الرمز المرجعي XY... غير محلول " على زي دي اف.
بفضل الراعي الجديد، تمكن بلو فايس 90 من تعزيز فريقه بشكل كبير وأصبح بطلاً كفريق صاعد حديثًا في موسم الدوري الممتاز (الدرجة الرابعة) 1983/84. في الجولة التالية للترقية إلى المركز الثاني تأهل فريق ماريندورفيرز إلى صدارة الدوري الألماني لكرة القدم بعد فوزه 2-1 على 1. تأهل نادي بوخولت إلى المباراة النهائية. في موسم 1984/85، تم تحقيق المركز السابع وتولى بلو فايس 90 الهيمنة الرياضية في المدينة. وبعد مرور عام واحد، قلب فريق ماريندورفيرز تصنيفات كرة القدم في برلين رأسًا على عقب عندما صعد إلى الدوري الألماني، وهبط فريق هيرتا برلين وفريق تنس بوروسيا برلين إلى دوري الدرجة الأولى الألماني. وكان المهاجم ليو بونك هداف دوري الدرجة الثانية برصيد 26 هدفا. الدوري الألماني، وقام الفريق بعد ذلك بالغناء مع المغني الشعبي برنهارد برينك في الاستوديو الرياضي الحالي بأغنية "نحن متحمسون للأزرق والأبيض".
كانت الأمور مضطربة خلف الكواليس خلال موسم الترويج، حيث وجد الراعي كروباتشيك نفسه في صعوبات مالية متزايدة. وكما تم الاتفاق عليه تعاقديا، فقد تم التعهد بحقوق نقل العائدات لأطراف ثالثة. في بعض الحالات، تم التعهد بحقوق اللاعب لعدد من الدائنين. وأخيرًا، في نوفمبر/تشرين الثاني 1985، أنهى النادي العقود مع كروباتشيك، الذي كان مدينًا لعائلة ماريندورفيرز بأكثر من 1.3 مليون مارك. جاء الإنقاذ المالي لشركة بلو فايس 90 من تاجر السباكة في نورمبرغ هانز مارينجر، الذي كان أيضًا دائنًا لكروباتشيك.

### من الدوري الألماني إلى الإفلاس (1986 إلى 1992)
بسبب الوضع المالي، لم يتمكن النادي من تحمل تكاليف التعاقدات الجديدة الباهظة الثمن. بعد خسارتين في البداية، تحقق أول فوز في الموسم في الجولة الثالثة بفوز 3-2 على بوروسيا مونشنغلادباخ. وتبع ذلك سلسلة من 21 مباراة دون فوز قبل أن يتمكن الفريق الأزرق الأبيض من الفوز مرة أخرى بفوزه 3-1 على آينتراخت فرانكفورت. ورغم هذه السلسلة السلبية، كان لدى مارييندورفيرس فرصة للبقاء في الدوري في الجولة قبل الأخيرة، لكن هذه الفرصة تحطمت بالهزيمة 1:2 أمام هامبورج إس في. وبتعادله 2-2 مع إف سي هومبورغ، ودع فريق برلين البوندسليغا، فيما انتقل المهاجم كارل-هاينتس ريدله، الذي سجل عشرة أهداف، إلى فيردر بريمن مقابل 1.3 مليون مارك.
ورغم ذلك، واجه النادي، الذي كان مدينًا بمبلغ 1.4 مليون مارك، مستقبلًا غير مؤكد. بعد الهبوط، حقق فريق بلو فايس 90 العديد من المراكز المتقدمة في خط الوسط. وفي موسم 1988/1989، خسر الفريق فرصة العودة المحتملة إلى البوندسليغا بعد أن تعرض لثلاث هزائم في آخر ثلاث مباريات. منذ هبوط هيرتا إلى الدرجة الثانية هذا الموسم. عادت منافسات الدوري الألماني، لكن المشاكل المالية استمرت في النمو. على سبيل المثال، تم دعم نادي بلو فايس 90 ونادي Hertha من قبل نفس شركة السقالات، والتي ركزت لاحقًا بالكامل على نادي هيرتا برلين.
وانخفضت أعداد المشاهدين بشكل حاد أيضًا. بينما في موسم 1988/89 بلغ متوسط عدد المتفرجين الذين شاهدوا المباريات على أرضهم 6820 متفرجًا، انخفض العدد إلى 2355 في موسم 1990/91. في موسم 1991/92، اضطر مارييندورفيرس إلى الدخول في جولة الهبوط واحتلال المركز الثالث من الأخير، مما أهلهم لجولة الهبوط مع ميونخ 1860 ونادي TSV هافيلزه. ولكن لم يحدث شيء من هذا، حيث سحب الاتحاد الألماني لكرة القدم ترخيص نادي بلو فايس 90 للدرجة الثانية. الدوري الألماني. في 28 يونيو 1992، اضطر النادي إلى إعلان إفلاسه بسبب سحب ترخيصه. تم حل الجمعية وحذفها من سجل الجمعيات.

### حل الجمعية وتعيين خليفة لها
تأسس نادي الرياضي الأزرق الأبيض برلين في عام 1992، وهو نادي مستقل يواصل التقليد الرياضي لنادي بلو فايس 90 بعد حله. ومع ذلك، فهو ليس الخليفة القانوني لـ بلو فايس 90 ولا يشير إليه في قوانينه. كان على الفريق الأول للرجال أن يبدأ من جديد في دوري المقاطعة سي، وهو الدوري الأدنى. أدى الترقي الرابع على التوالي إلى صعود النادي الرياضي الأزرق والأبيض إلى دوري الولاية، الذي هبط منه النادي مرة أخرى في عام 2006. بعد عدة سنوات في الدوري المحلي، تمت ترقية الفريق مرة أخرى إلى الدوري الولائي في عام 2013. مع جون أنتوني بروكس، أنتج النادي الرياضي الأزرق والأبيض لاعبًا دوليًا أمريكيًا. في يونيو 2015، اعتمد النادي اسم سابقه، "اتحاد رياضي بلو فايس 90 1890".
في صيف عام 2016، تمت ترقية بلو فايس 90 إلى الدوري البرليني. في عام 2018، فاز ببطولة برلين وبالتالي صعد إلى الدرجة الخامسة الدوري الأعلى لشمال شرق ألمانيا. تم تدريب الفريق تحت قيادة ماركو غيبهارت في المواسم الخمسة التالية من الدوري. على الرغم من تصنيفه أحادي الرقم، انسحب بلو فايس 90 من الدوري الممتاز (الدرجة الرابعة) بعد موسم 2022/23 لأسباب تتعلق بالبنية التحتية. مع تشكيل فريق جديد، فشل النادي في البقاء في دوري الدرجة الثانية في الموسم التالي وهبط إلى دوري الدرجة الثانية.

## النجاحات الرياضية
- بطولة كرة القدم الألمانية :
  - ثالثا: 1941/42
  - المشاركة في الجولة النهائية من بطولة ألمانيا 1938/39
  - المشاركة في الدوري الألماني 1986/1987
- 2. الدوري الألماني :
  - الوصيف: 1986
- كأس ألمانيا لكرة القدم
  - ربع النهائي: 1939، 1942
- بطولة برلين لكرة القدم :
  - الأبطال: 1939، 1942، 1973، 1984،
  - نائب الأبطال: 1940، 1945
  - ثالثا: 1941، 1971، 1972، 1974
- كأس برلين لكرة القدم
  - الفائزون: 1934، 1952، 1984
  - النهائي: 1973

## الملاعب
لعبت بلو فايس 90 من عام 1927 إلى عام 1966 في الملعب الرياضي في شارع البلدية، والذي كان يُعرف أيضًا باسم ساحة الاتحاد أو بلو فايس 90-Platz. ثم لعب فريق مارييندورفيرس إما في ملعب فريدريش إيبرت في منطقة تمبلهوف أو في ملعب مومسن في منطقة شارلوتينبورغ. بعد الترقية إلى المرتبة الثانية في الدوري الألماني لعام 1984، لعب الفريق الأزرق والأبيض في الملعب الأوليمبي في برلين. بعد سقوط جدار برلين، لعب فريق ماريندورفيرز بعض المباريات على أرضه في ملعب فريدريش لودفيج جان سبورتبارك، الذي يقع في الجزء الشرقي السابق من المدينة.

## الشخصيات

### تشكيلة موسم الدوري الألماني 1986/1987
تشير الأرقام بين قوسين إلى عدد المشاركات والأهداف في موسم 1986/87.
| هولغر غيركه     | (10/0) |
| راينهارد ماجر   | (24/0) |
| أندرياس مايوالد | 0(0/0) |

| ديتر بريفورت   | (20/2) |
| إيغون فلاد     | (30/5) |
| بيرند جيربر    | (14/0) |
| يورغن هالر     | (24/0) |
| مانفريد هيلمان | (33/0) |
| مايكل شميت     | (26/0) |
| هيلموت شفغر    | 0(7/0) |
| توماس أهلغريم  | 0(0/0) |

| نوربرت بيبنسيه  | 0(4/0) |
| آلان كلارك      | (15/0) |
| هورست فايلتسر   | (26/2) |
| ديرك شليغل      | (18/0) |
| فولفغانغ شوله   | (24/6) |
| هانس بيتر شتارك | (18/0) |
| ريني فان در يكن | (24/0) |

| شتيفان ديناور     | (17/2)  |
| يورغ غيدكه        | (32/1)  |
| بودو ماترن        | (21/5)  |
| كريستيان مولر     | 0(0/0)  |
| كارل-هاينتس ريدله | (34/10) |
| بيتر ساتيرنوس     | 0(2/0)  |
| سلتشوق يولا       | (11/2)  |

### لاعبين سابقين آخرين
- توماس أدلر، 100 مباراة في الدوري و39 هدفًا مع بلو فايس، و19 مباراة في الدوري الألماني مع باير أوردينغين
- ليو بونك، مهاجم في بلو فايس من عام 1983 إلى عام 1986، ثم شارك في 23 مباراة في الدوري الألماني مع نادي شتوتغارت للألعاب الحركية
- جيرهارد جراف، مهاجم، بطل الدوري الحضري مع تيبي، مدرب في هيرتا برلين
- يوهان هيربرجر، ابن أخ سيب هيربرجر
- يوهان كرامر، لاعب خط وسط من عام 1988 إلى عام 1989، مباراة دولية واحدة مع رومانيا في عام 1987
- ألكسندر كوتشيرا
- فالديمار كسيينزيك، بطل ألمانيا الشرقية أربع مرات (نادي دينامو بي إف سي)، 1987 مباراة دولية واحدة لألمانيا الشرقية
- إرنست لينر، من عام 1933 إلى عام 1941، 65 مباراة دولية، 10 مشاركات مع بلو فايس
- ستانيسلاف ليفي، 1983 إلى 1988، لاعب تشيكي وطني
- أندرياس نويندورف، لاعب شاب في فريق بلو فايس، من عام 1994، لاعب في الدوري الألماني في باير ليفركوزن وهيرتا برلين.
- راينر راوفمان، لاعب الدرجة الثانية في 1991/92 في بلو فايس، ثم لاعب وطني في قبرص
- تورستن شلمبرغير، من عام 1987 إلى عام 1992، لعب 146 مباراة في الدوري وكان هدافًا قياسيًا برصيد 44 هدفًا لصالح بلو فايس.
- روديجر فولبورن، حارس مرمى مبتدئ في بلو فايس، حارس مرمى الدوري الألماني لاحقًا في باير ليفركوزن

## وصلات خارجية
- BLAU-WEISS - 90 BERLIN